# Éboulements des Diablerets
Les éboulements des Diablerets désignent une masse de débris rocheux situés en Suisse, dans le canton du Valais, sur le versant méridional des Diablerets, et formés au cours de deux effondrements de ce sommet en 1714 et 1749. Les petites vallées où se sont étalés les rochers ont été partiellement obstruées et plusieurs petits lacs ont vu le jour.

## Géographie

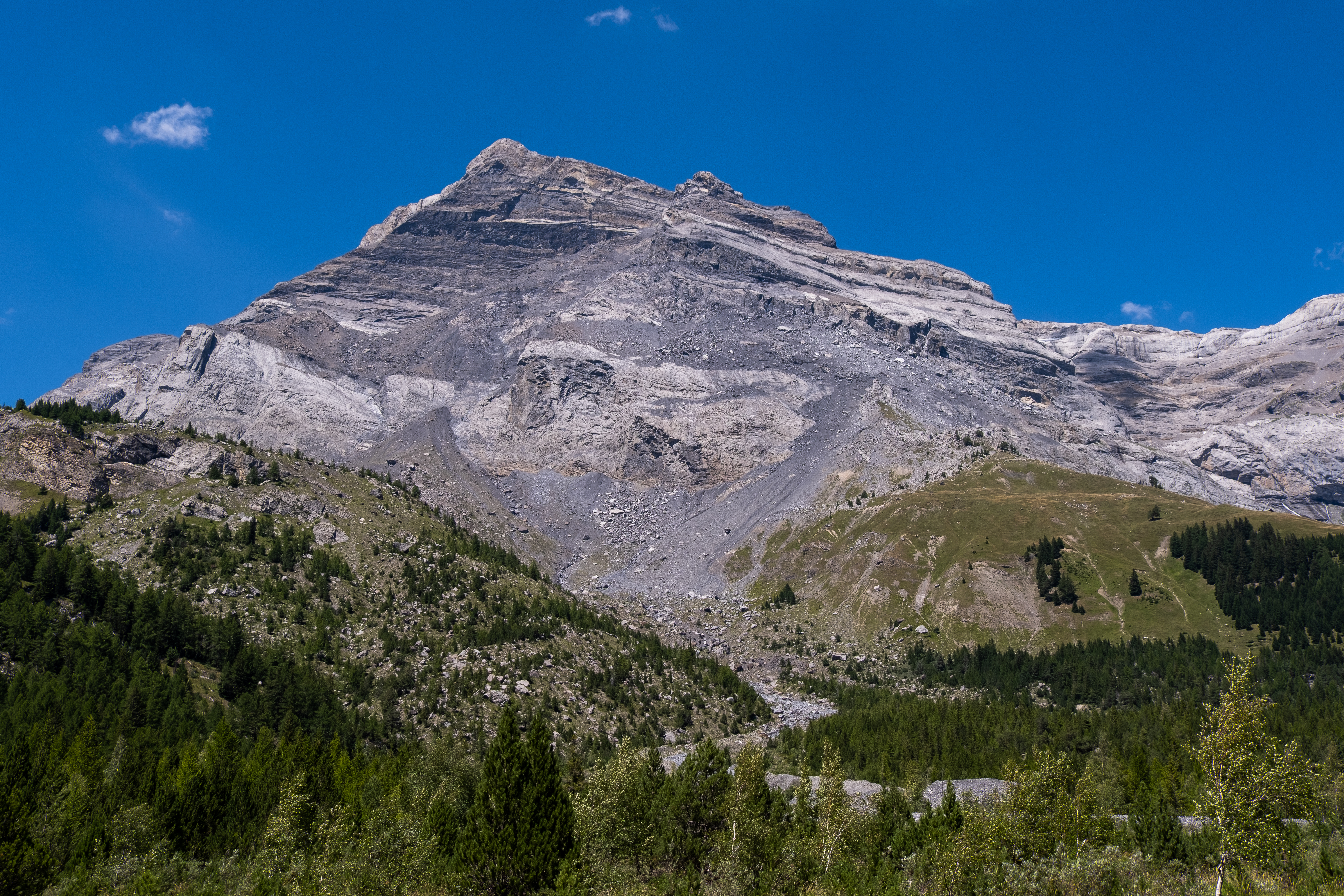
Vue depuis Derborence des Diablerets, d'où sont partis les deux écroulements.

Les éboulements se trouvent dans le sud-ouest de la Suisse, dans le canton du Valais à la frontière avec celui de Vaud. Ils s'étalent sur le flanc méridional des Diablerets, sous le sommet principal, dans la haute vallée de la Lizerne, en amont du village d'Ardon, dans la commune de Conthey.
La majorité des rochers se trouvent sous le Pas de Cheville, à la confluence de plusieurs petites vallées : celle du Pessot au nord, de la Lizerne au nord-est, de la Derbonne au sud-ouest et de la Chevilleince à l'ouest. Descendus des Diablerets au nord-nord-ouest, les éboulements butent au sud contre l'extrémité septentrionale du mont à Cavouère et à l'est contre le flanc occidental du mont Gond. Des alpages se trouvent au nord et à l'ouest tandis que la forêt de conifères est présente à l'est et au sud. Trois petits lacs se trouvent sur la bordure orientale des éboulements, en bordure de la Lizerne, et le plus grand, le lac de Derborence, est formé par les eaux de la Derbonne et de la Chevilleince à l'extrémité sud-ouest des débris.
Les éboulis composés de calcaire et de schiste et d'un volume total estimé à 50 millions de mètres cubes présentent une surface chaotique formée de rochers de diverse taille mais pouvant atteindre de grandes dimensions. Entre ces masses rocheuses, des conifères forment une forêt clairsemée.

## Histoire
Le premier écroulement survient le 23 septembre 1714 en début d'après-midi, deux ans après un séisme qui aurait fragilisé la montagne,. Une masse de la barre calcaire à mi-pente du sommet des Diablerets se détache et vient dévaler la pente sur cinq kilomètres en recouvrant plusieurs chalets sur l'ancien alpage de Derborence. Quinze personnes et plusieurs centaines d'animaux perdent la vie ; seul un corps est retrouvé. Le nuage de poussière qui s'élève du lieu de la catastrophe est tel qu'il assombrit le ciel comme en pleine nuit. Les premiers lacs apparaissent par le barrage des vallées.
Le second écroulement se produit 35 ans plus tard, le 23 juin 1749, lorsqu'une autre barre rocheuse située juste au-dessus de celle concernée par le premier effondrement se détache elle aussi de la paroi. D'un volume plus petit, les débris recouvrent partiellement les premiers et viennent obstruer la vallée de la Derbonne, donnant ainsi naissance au lac de Derborence,. Annoncé par plusieurs chutes de rochers, il ne fait aucune victime.